# پال هرش
پال هرش (انگلیسی: Paul Hirsch؛ زادهٔ ۱۴ نوامبر ۱۹۴۵) تدوین‌گر اهل ایالات متحده آمریکا است.
وی در سال ۱۹۷۷ میلادی، بابت تدوین فیلم جنگ ستارگان، برندهٔ جایزه اسکار بهترین تدوین و جایزه ساترن شد.
او یک جایزه ساترن هم در سال ۲۰۱۱ میلادی، بابت تدوین فیلم مأموریت غیرممکن: پروتکل شبح دریافت کرد.

## گزیدهٔ آثار
- وارکرفت (۲۰۱۶)
- مأموریت غیرممکن: پروتکل شبح (۲۰۱۱)
- ری (۲۰۰۴)
- دریاچه وحشت (۱۹۹۹)
- مأموریت غیرممکن (۱۹۹۶)
- فروپاشی (۱۹۹۳)
- مرخصی فریس بولر (۱۹۸۶)
- انفجار (۱۹۸۱)
- امپراتوری ضربه می‌زند (۱۹۸۰)
- جنگ ستارگان (۱۹۷۷)
- کری (۱۹۷۶)
- وسواس (۱۹۷۶)
- شبح بهشت (۱۹۷۴)